# Nicole Hospová
Nicole Hospová (* 6. listopadu 1983 Ehenbichl) je rakouská sjezdová lyžařka. Specializuje se hlavně na točivé disciplíny, slalom a obří slalom. Své první závody ve Světovém poháru vyhrála 26. října 2002. Celkově zvítězila v 11 závodech Světového poháru.

## Vítězství ve Světovém poháru
| Datum             | Místo                    | Disciplína      |
| ----------------- | ------------------------ | --------------- |
| 26. října 2002    | AUT Sölden               | obří slalom     |
| 17. prosince 2003 | ITA Madonna di Campiglio | slalom          |
| 27. prosince 2003 | AUT Lienz                | obří slalom     |
| 29. ledna 2006    | ITA Cortina d'Ampezzo    | obří slalom     |
| 16. března 2006   | SWE Åre                  | super-G         |
| 6. ledna 2007     | SVN Kranjska Gora        | obří slalom     |
| 2. března 2007    | ITA Tarvisio             | super-kombinace |
| 17. března 2007   | CHE Lenzerheide          | Slalom          |
| 18. března 2007   | CHE Lenzerheide          | obří slalom     |
| 9. prosince 2007  | USA Aspen                | slalom          |
| 13. ledna 2008    | SVN Maribor              | slalom          |

## Umístění ve Světovém poháru
| rok/pořadí | rok/pořadí | celkově | celkově | sjezd  | sjezd | super G | super G | obří slalom | obří slalom | slalom | slalom | kombinace | kombinace |
| ---------- | ---------- | ------- | ------- | ------ | ----- | ------- | ------- | ----------- | ----------- | ------ | ------ | --------- | --------- |
| rok/pořadí | rok/pořadí | pořadí  | body    | pořadí | body  | pořadí  | body    | pořadí      | body        | pořadí | body   | pořadí    | body      |
| 2001/02    | 2001/02    | 121.    | 2       | -      | -     | -       | -       | 58.         | 2           | -      | -      | -         | -         |
| 2002/03    | 2002/03    | 10.     | 558     | -      | -     | -       | -       | 4.          | 332         | 10.    | 226    | -         | -         |
| 2003/04    | 2003/04    | 12.     | 566     | -      | -     | -       | -       | 6.          | 260         | 6.     | 306    | -         | -         |
| 2004/05    | 2004/05    | 14.     | 492     | -      | -     | -       | -       | 6.          | 238         | 7.     | 204    | 4.        | 50        |
| 2005/06    | 2005/06    | 4.      | 1112    | 23.    | 79    | 10.     | 175     | 4.          | 461         | 6.     | 307    | 5.        | 90        |
| 2006/07    | 2006/07    | 1.      | 1572    | 20.    | 122   | 2.      | 352     | 1.          | 490         | 2.     | 418    | 3.        | 190       |
| 2007/08    | 2007/08    | 2.      | 1183    | 19.    | 123   | 10.     | 222     | 7.          | 241         | 2.     | 515    | 9.        | 82        |
| 2008/09    | 2008/09    | 14.     | 496     | 46.    | 3     | 25.     | 63      | 24.         | 75          | 8.     | 275    | 8.        | 80        |